# Peristedion brevirostre
Espèce
Peristedion brevirostre   est  une  espèce de poissons téléostéens de la famille des Triglidés.

## Habitus
Rencontré en eaux profondes,  de 55 - 550 m

## Distribution
Océan Atlantique Ouest

## Taille
15cm pour la forme adulte mâle pouvant aller jusqu’à 25cm.

## Synonymie caduques
- Peristedion platycephalum  (Goode & Bean, 1886)
- Peristethus brevirostre (Günther, 1860)